# З того світу - інкогніто
«З того світу - інкогніто» — науково-фантастичний роман українського письменника Віктора Савченка, вперше надрукований 1997 року на сторінках журналу «Сучасність» двома частинами. У 2003 року надрукований окремою книгою у м'якій обкладинці видавництвом Радянський письменник. Ілюстрував роман Олександр Яцун.
Віктор Савченко нагороджений премією «Благосвіт» за роман «З того світу - інкогніто».

## Сюжет
Герої роману проникають не в зоряну туманність, а в потойбічний світ, у вимір, де все, що було, є і буде, вже існує.